# چین کلاغ
چین کلاغ از قله‌های جنوبی البرز جنوبی در نزدیکی تهران با ارتفاع ۲۸۲۰ متر است. این کوه از شمال به یونجه‌زار و از غرب به کوه‌های امامزاده داوود و از شرق به کوه‌های درکه و از جنوب به منطقه   سعادت‌آباد و فرحزاد و بخشی از 
محله ی درکه محدود می شود.
چین کلاغ قبل امامزاده داوود غربی ترین 
قله شناخته شده در رشته کوه توچال است.

## گردشگری
از جاهای دیدنی مسیر صعود به این کوه آبشار دره دیوانه و غار دو سنگ (اگر از طرف درکه صعود کنیم) سنگ نشین و دره بهشت و معدن سنگ سعادت‌آباد (اگر از طرف سعادت‌آباد صعود کنیم) و رودخانه فرحزاد و قهوه‌خانه جاده یونجه‌زار (اگر از طرف یونجه‌زار صعود کنیم) است. صعود به این قله از طرف یونجه‌زار برای کوهنوردان تازه‌کار مشکل است.
از زیبایی های دیگر هم آبشار کارا است 
که در مسیری که از سمت درکه می رود  هست. در مابقی مسیر جنگل کارا و در انتهای 
مسیر گردنه کارا که مسیر ارتباطی بین دو قله معروف و زیبای چین کلاغ و دوشاخ است.

## مسیر ها
مسیر های مختلفی برای صعود بهچین کلاغ وجود دارد اما ۳ تا مسیر معروف و اصلی دارد که اولین گزینه برای بیشتر کسانی که می خواهند به قله چین کلاغ صعود کنند از سمت 
سعادت آباد و فرحزاد است که تقریبا
بیشتر مسیر از روی یال رد می شود. 
مسیر دوم از سمت معدن سنگ سبز درکه
گذر می کند که یک سوم مسیر از دره و مابقی 
از روی یال رد می شود که یکی از زیبا ترین مسیر ها برای صعود به چین کلاغ است.
و مسیر سوم که بخشی از مسیر آن را مسیر کوهپیمایی پلنگ چال تشکیل می دهد که از  دره ی کارا و جنگل کارا رد می شود که زیبایی فوق العاده ای دارد در انتها مسیر به گردنه ی کارا می رسد که همان طور که گفته شد مسیر بین دوشاخ و چین کلاغ است. 
این مسیر هایی که گفته شد پر تردد ترین 
و مسیر های اصلی معروف برای صعود به این قله است. توصیه می شود که اگر برای اولین 
بار است که می خواهید به این قله بروید یکی 
از این سه مسیر را برای رسیدن انتخاب کنید و 
تا حد امکان مسیر هایی که معین و قدیمی هستند را دنبال کنید.

## گونه‌های جانوری
- روباه معمولی
- خرگوش کوهی
- عقاب طلایی
- موش صحرایی
- گرگ خاکستری
- جوجه تیغی
- دلیجه معمولی
- شاهین معمولی
- شغال طلایی
- زاغی نوک سیاه
- کبک معمولی
- کبوتر چاهی
- گنجشک خانگی
- قمری خانگی
- یا کریم
- بلبل خرما
- غراب معمولی
- کلاغ ابلق
- قرقی

## گونه‌های گیاهی

چین کلاغ

- شقایق
- علف چای
- بادام کوهی
- گون
- داغداغان
- ارغوان
- غلات
- والک
- انواع قارچ